# Avenue Moscicki
Pour les articles homonymes, voir Mościczki (homonymie).
L'avenue Moscicki est une voie de la commune bruxelloise d'Uccle.

## Origine du nom
Elle tient son nom d'Ignacy Moscicki, chimiste polonais, président de la Pologne de 1926 à 1939.

## Bâtiments remarquables et lieux de mémoire

### Ambassades et consulats
- Bulgarie